# 第二次パーニーパットの戦い
第二次パーニーパットの戦い（だいにじパーニーパットのたたかい、英語：The Second Battle of Panipat）は、1556年11月5日にパーニーパット（パーニーパト）において、ムガル帝国のバイラム・ハーンとスール朝の武将ヘームー（ヒームーとも）との間に行われた戦い。この戦いにおける勝利はアクバルの治世がムガル帝国の黄金期となる端緒となった。

## 戦闘に至る経緯

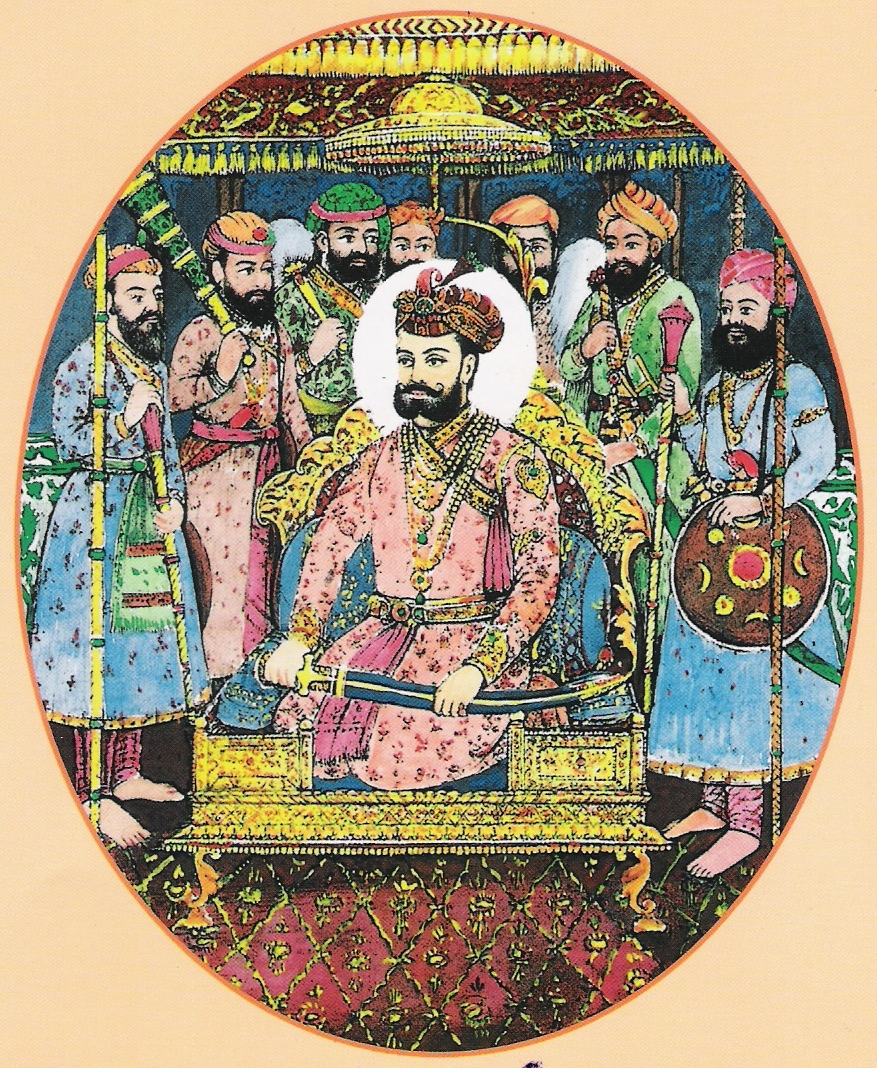
ヘームー

1555年、ムガル帝国の皇帝フマーユーンはスール朝からデリーを奪還したが、まもなく1556年1月に事故死した。その後を幼少の息子アクバルが継承し、宰相であるバイラム・ハーンが摂政となった。
一方、北インドではムハンマド・アーディル・シャーをはじめとするスール朝の王3人が割拠していたが、その3人以外でヘームーの存在はもっとも帝国に脅威であった。ヘームーはスール朝のヒンドゥー武将であったが、1555年のスール朝の滅亡後、主君ムハンマド・アーディル・シャーと別行動をとり、新王朝の樹立を狙っていた。
そして、1556年1月にフマーユーンが死ぬと、ヘームーはその混乱を狙い、軍を集め、10月にデリーを陥落させ、「ラージャ・ヴィクラマーディティヤ」を名乗った。
このとき、ヘームーの軍勢10万を超す軍勢であったのに対し、ムガル帝国の軍勢は2万ほどであった。だが、アクバルとバイラム・ハーンの決断により、帝国軍はこれと戦う決断をした。

## 戦闘
その後、ヘームーはムガル帝国の主力軍と戦うために、デリー近郊のパーニーパットへと向い、11月5日に決戦の火蓋が切られた。この地はかつてアクバルの祖父バーブルがローディー朝の大軍を破った地でもあった。
ムガル帝国の軍2万に対し、ヘームーの軍は彼自身の率いる象軍1500、騎兵3万、多数の歩兵、少なくとも10万を超す兵力であった。圧倒的優勢のヘームーはムガル帝国の軍を破っていった。
だが、帝国軍が崩れかけたところで、ヘームーの目に敵の矢が突き刺さったために軍は総崩れとなった。ヘームーはとらえられ、バイラム・ハーン自身の手によって処刑された。なお、この勝利はバイラム・ハーンに帰すところが多かった。

## 戦闘後
その後、ヘームーの首はカーブルへ、遺体はデリーへとそれぞれ送られた。アクバルは帝国の首都デリーへと入城し、ヘームーの残党を殺害した。こうして、ムガル帝国は再興することが出来た。
バイラム・ハーンは戦闘での活躍から皇帝を凌ぐほどの権力を手にしたが、アクバルとの対立が激しくなり、1560年3月に宰相位を解任された。